# London-Marathon 2006
| 26. London-Marathon    | 26. London-Marathon            |
| ---------------------- | ------------------------------ |
| Stadt                  | London, Vereinigtes Königreich |
| Datum                  | 23. April 2006                 |
| Distanz                | 42,195 Kilometer               |
| Sieger                 |                                |
| Männer                 | Felix Limo (2:06:39 h)         |
| Frauen                 | Deena Kastor (2:19:36 h)       |
| ← London-Marathon 2005 | London-Marathon 2007 →         |
| Website                | Offizielle Website             |

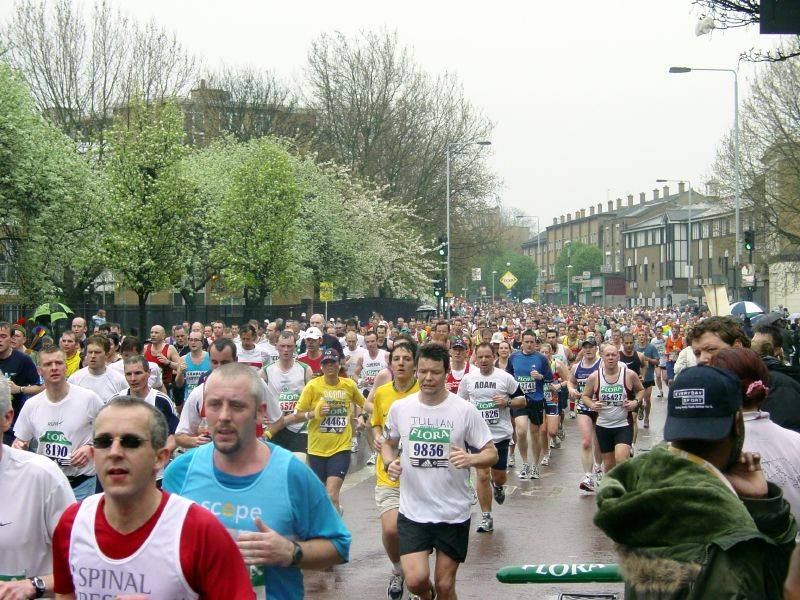

Der London-Marathon 2006 war die 26. Ausgabe der jährlich stattfindenden Laufveranstaltung in London, Vereinigtes Königreich. Der Marathon fand am 23. April 2006 statt und war der zweite World Marathon Majors des Jahres.
Bei den Männern gewann Felix Limo in 2:06:39 h und bei den Frauen Deena Kastor in 2:19:36 h.

## Ergebnisse

### Männer
| Platz | Athlet             | Land               | Zeit (h) |
| ----- | ------------------ | ------------------ | -------- |
| 01    | Felix Limo         | Kenia              | 2:06:39  |
| 02    | Martin Kiptoo Lel  | Kenia              | 2:06:41  |
| 03    | Hendrick Ramaala   | Südafrika          | 2:06:55  |
| 04    | Khalid Khannouchi  | Vereinigte Staaten | 2:07:04  |
| 05    | Stefano Baldini    | Italien            | 2:07:11  |
| 06    | Rodgers Rop        | Kenia              | 2:07:34  |
| 07    | Hicham Chatt       | Marokko            | 2:07:59  |
| 08    | Jaouad Gharib      | Marokko            | 2:08:45  |
| 09    | Haile Gebrselassie | Äthiopien          | 2:09:05  |
| 10    | Evans Rutto        | Kenia              | 2:09:35  |

### Frauen
| Platz | Athletin            | Land                   | Zeit (h) |
| ----- | ------------------- | ---------------------- | -------- |
| 01    | Deena Kastor        | Vereinigte Staaten     | 2:19:36  |
| 02    | Ljudmila Petrowa    | Russland               | 2:21:29  |
| 03    | Susan Chepkemei     | Kenia                  | 2:21:46  |
| 04    | Berhane Adere       | Äthiopien              | 2:21:52  |
| 05    | Galina Bogomolowa   | Russland               | 2:21:58  |
| 06    | Mara Yamauchi       | Vereinigtes Königreich | 2:25:13  |
| 07    | Constantina Diță    | Rumänien               | 2:27:51  |
| 08    | Salina Jebet Kosgei | Kenia                  | 2:28:40  |
| 09    | Margaret Okayo      | Kenia                  | 2:29:16  |
| 10    | Eri Hayakawa        | Japan                  | 2:31:41  |